# Abşeron (Halbinsel)
Abşeron (aserbaidschanisch Abşeron, aus dem Persischen Ort des Salzwassers), russisch Апшерон Apscheron, ist eine 60 km lange Halbinsel am Kaspischen Meer.
Auf der Halbinsel liegt Baku, die Hauptstadt Aserbaidschans, sowie Teile des Rayons Abşeron.
Die Halbinsel ist ein bekanntes Erdölförderungsgebiet. Die industrielle Erdölförderung begann hier im Jahr 1870. Apscheron ist außerdem reich an Salzseen, Mineralquellen und Schlammvulkanen. Eine ungewöhnliche Sehenswürdigkeit ist das natürliche Erdgasfeuer am Yanardag.
Vom 1. August bis zum 15. September 1918 existierte auf der Halbinsel die Zentralkaspische Diktatur, ein von Großbritannien unterstützter Staat.